# Хільчевський Володимир Васильович
Володи́мир Васи́льович Хільче́вський (17 січня 1925, Бахмач, СРСР — 11 червня 2019, Київ, Україна) — український радянський науковець у галузі технології машинобудування, заслужений працівник освіти України, доктор технічних наук, професор. Науковий напрямок — дисипація енергії в циклічно-деформованих матеріалах. Автор близько 300 наукових праць та винаходів. Член Національного комітету України з теоретичної та прикладної механіки, завідував кафедрами опору матеріалів і технології конструкційних матеріалів НТУУ «КПІ». Лауреат численних іменних премій. Учасник бойових дій Другої світової війни.

## Життєпис
Володимир Хільчевський народився у Бахмачі, що на Чернігівщині. Восени 1943 року був мобілізований до лав Радянської армії. Бойове хрещення прийняв на Лютізькому плацдармі під час визволення Києва, отримав поранення та контузію у битві біля села Ясногородка. Вдруге був тяжко поранений вже у Німеччині, біля міста Бреслау. У січні 1946 року був списаний через інвалідність і відправлений до рідного Бахмача.

Могила Володимира Хільчевського, Берковецьке кладовище

Володимир Хільчевський закінчив десятий клас, навчання у якому було перерване війною, та вступив до Київського політехнічного інституту на механічний факультет (спеціальність «Автомобілі та трактори»). У 1951 році з відзнакою закінчив інститут. До аспірантури його запросив майбутній академік зі світовим ім'ям Георгій Писаренко. Три роки потому Хільчевський достроково захистив кандидатську дисертацію, а у 1970 — докторську.
З 1959 року носив вчене звання доцента, професором став у 1972 році. Два роки завідував кафедрою опору матеріалів (1960–1962) і 18 років — кафедрою матеріалознавства і технології конструкційних матеріалів (1973–1991). Понад 30 років був завідувачем підготовчого відділення КПІ, доклав багато зусиль до організації філіалів інституту в Чернігові та Житомирі, неодноразово виїжджав за кордон для читання лекцій.
Володимир Хільчевський — фахівець у галузі дослідження дисипації енергії при складних коливаннях стрижневих систем та оболонок. Йому належить розробка нового прогресивного методу плазмового розмірного формування та зміцнення різальних кромок робочих органів ґрунтообробних та шляхових машин. Протягом роботи в інституті підготував 6 кандидатів і 1 доктора наук.
Помер на 95-му році життя 11 червня 2019 року в Києві. Похований на Берковецькому кладовищі (ділянка № 86, 50°29′18.34″ пн. ш. 30°23′41.12″ сх. д. / 50.4884278° пн. ш. 30.3947556° сх. д.).

## Відзнаки
- Доктор технічних наук (з 1970 року)
- Заслужений працівник освіти України
- Заслужений професор Київського політехнічного інституту
- Кавалер відзнаки Президента України — ордена "За мужність (Україна)
- Медаль «За відвагу» (5 лютого 1945) — за зразкове виконання бойових завдань командування на фронті боротьби з німецькими загарбниками та проявлені при цьому звитягу та мужність[2]
- Медаль «За бойові заслуги» (20 серпня 1944) — за зразкове виконання бойових завдань командування на фронті боротьби з німецькими загарбниками та проявлені при цьому звитягу та мужність[3]
- Має 14 державних нагород
- Нагороджений почесними грамотами й дипломами Мінвузу СРСР та УРСР

## Вибрана бібліографія
Наукова література
- Дубенець В.Г., Хільчевський В.В., Савченко О.В. Основи методу скінченних елементів: навч.-метод. посіб. для студентів вищ. навч. закл / Мін-во освіти і науки України, Чернігівський держ. технолог. ун-т. — Чернігів : ЧДТУ, 2003. — 346 с.
- Дубенець В.Г., Хільчевський В.В. Розрахунково-графічні роботи з опору матеріалів в алгоритмах і задачах: навч. посіб / Мін-во освіти України, Навчально-метод. кабінет вищої освіти, Київ. політехн. ін-т. — Київ : НМК ВО, 1992. — 400 с.
- Писаренко Г.С., ... Хільчевський В.В. Опір матеріалів. — Київ : Видавництво Київського університету, 1967. — 324 с.
- Варвак П.М., ... Хільчевський В.В. Опір матеріалів, за редакцією С. Гарфа. — Київ : Вища школа, 1971. — 340 с.
- Хільчевський В.В., Кожевников Л.І. Мир металлов. — Київ : Техніка, 1991. — 119 с. — ISBN 5-335-01059-2.
- Хільчевський В.В., Ситников О.Є., Ананьєвський В.А. Надежность трубопроводной пневмогидроарматуры. — Москва : Машиностроение, 1989. — 208 с. — ISBN 9785217006472.
- Хільчевський В.В., Дубенець В.Г., Василевич Д.І. Несовершенная упругость материалов при сложных колебаниях. — Київ : Вища школа, 1991. — 158 с. — ISBN 9785110039614.
- Хільчевський В.В., Дубенець В.Г. Рассеяние энергии при колебаниях тонкостенных элементов конструкций. — Київ : Вища школа, 1977. — 256 с.
- Хільчевський В.В., Дубенець В.Г. Рассеяние энергии при циклическом деформировании материалов в сложном напряженном состоянии. — Київ : Вища школа, 1981. — 168 с.
- Хільчевський В.В., Дубенець В.Г. Розв'язування задач опору матеріалів у системі MathCAD / Мін-во освіти України, Ин-т змісту і методів навчання. — Київ : ІЗМН, 1997. — 108 с.

Мемуари
- Хільчевський В.В. Від солдата до академіка: спогади останнього солдата Великої Вітчизняної Війни. — Київ, 2005. — 238 с. — ISBN 978-617-7182-87-9.